# 罗意威

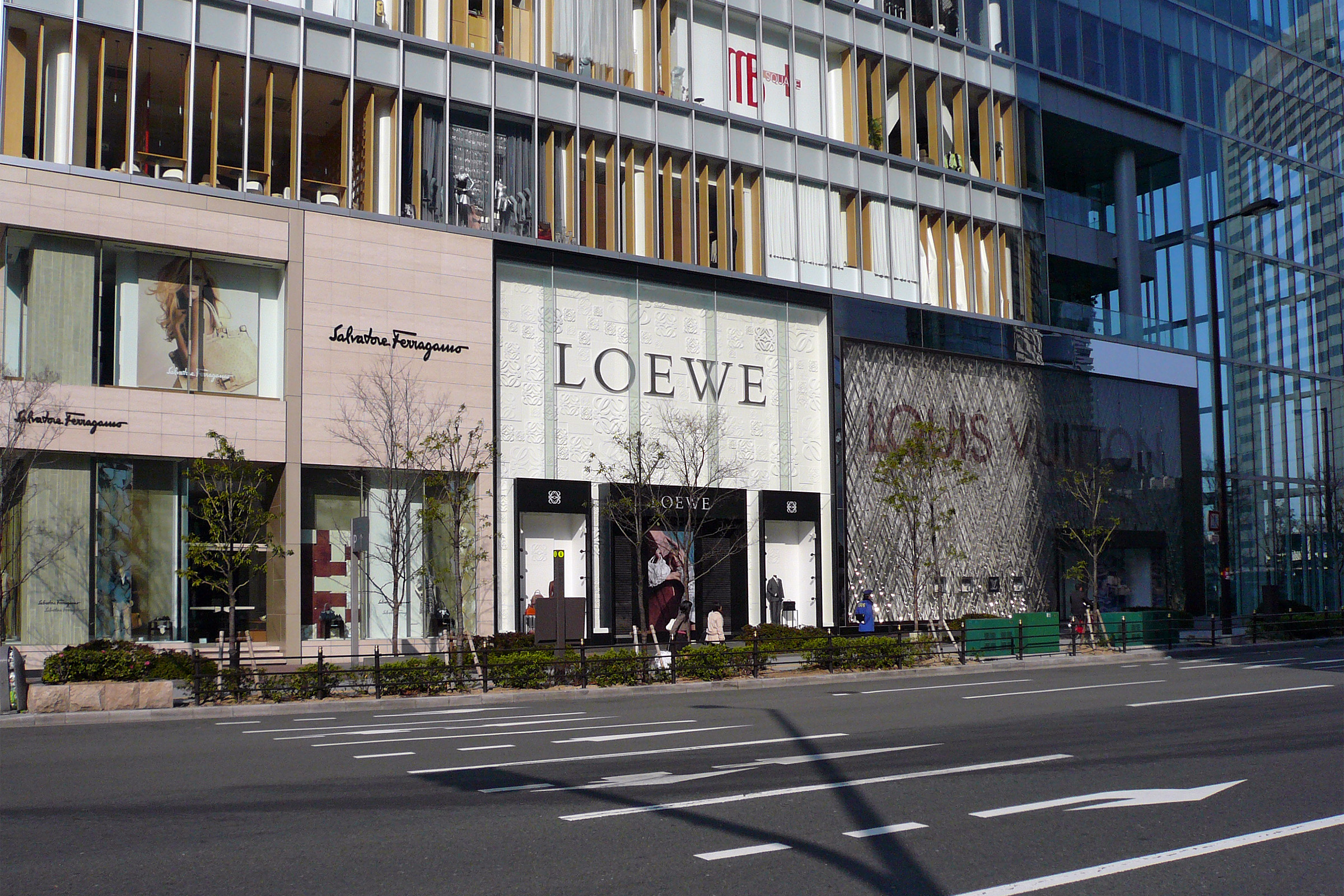
LOEWE

罗意威（西班牙語：LOEWE），是西班牙的一家奢侈品品牌，主要产品是各种皮具和高级时装。现时已被LVMH Group收购。LOEWE的标志目前是由4个大写的花体L组成，而舊版標誌已於2003年4月停止使用，目前设计总监为Jonathan Anderson。

## 历史
LOEWE最初由一群西班牙手工艺人于1846年创立，制作产品包括皮箱，皮包，皮夹，画框，烟盒等。1872年来自普鲁士的 Enrique Loewe Roessberg加入这间工坊，并将自己严谨的制作理念和先进的制作工艺带入其中，才真正使得这个品牌走上了享誉世界的道路。
1846年，西班牙波旁王朝女王伊莎贝尔二世下嫁Cadiz公爵，玛丽亚·路易莎·费迪南德公主婚许Montpensier公爵，马德里全城成为这两宗王室婚礼筹备盛大庆典。
与此同时，几个西班牙皮革工匠决定在当时马德里最繁盛的购物街，即现在的Echegaray Street开设皮革工作室。开业初期他们的产品仅限皮箱、手袋、银包、雪茄盒、相架、硬币袋及烟草袋等。
1872年，德籍皮革匠Enrique Loewe Roessberg到马德里定居。这位年轻的普鲁士人对工匠的精湛工艺和工坊选用的优良材质留下深刻印象，并决定与他们合伙。Enrique Loewe有的是一丝不苟的制作理念，西班牙工艺大师则把他们的创意和知识倾囊相授。Loewe就是在此机缘之下诞生的。
2018年， Loewe 2018春夏女裝中的手袋和毛衣圖案被指斥將南美民族傳統職人工藝挪用，更有人比對了厄瓜多爾傳統編織圖案與 Loewe 的圖案，斥責Loewe做法猶如時裝帝國主義，當成是歐洲名牌的創意成果，表示Loewe品牌基金會設有Craft Prize ，部份收入用作保育地方手藝和女性教育工作，一直是強調工藝的品牌 ，更不應該竊取了厄瓜多爾的工藝文化，變成自己的奢侈產品。
2018年，Loewe創作總監Jonathan Anderson在社交平台上放出準備發布的2019 resort系列的照片，當中一對包頭涼鞋引起熱烈討論，因鞋頭上有腳指形狀的浮雕。
2018年6月,  Loewe宣布推出超限量t-shirt系列，當中印上了著名作家、藝術家們的圖案創作，而此系列所得收益將全數撥捐給愛滋病慈善機構Visual Aids。
2018年9月，舉行2019春夏時裝展，把重點放到配飾中，使用羽毛與hardware形成極端組合。